# Hardtwald zwischen Karlsruhe und Muggensturm
Hardtwald zwischen Karlsruhe und Muggensturm este o arie protejată (arie specială de conservare — SAC, sit de importanță comunitară — SCI) din Germania întinsă pe o suprafață de 2.174,13 ha, integral pe uscat.

## Localizare
Centrul sitului Hardtwald zwischen Karlsruhe und Muggensturm este situat la coordonatele 48°56′38″N 8°20′18″E / 48.9439°N 8.3383°E.

## Înființare
Situl Hardtwald zwischen Karlsruhe und Muggensturm a fost declarat sit de importanță comunitară în ianuarie 2005 pentru a proteja 1 specie de plante și 5 specii de animale. Situl a fost protejat și ca arie specială de conservare în ianuarie 2019.

## Biodiversitate
Situată în ecoregiunea continentală, aria protejată conține 3 habitate naturale: Cursuri de apă de la nivel de câmpie la nivel montan, cu vegetație Ranunculion fluitantis și Callitricho-Batrachion, Păduri de fag Luzulo-Fagetum, Păduri acidofile de stejar bătrân cu Quercus robur pe câmpii nisipoase.
La baza desemnării sitului se află mai multe specii protejate:
- plante (1): mușchi (Dicranum viride)
- amfibieni (1): triton cu creastă (Triturus cristatus)
- mamifere (2): liliac cu urechi mari (Myotis bechsteinii), liliac comun (Myotis myotis)
- nevertebrate (2): croitorul mare al stejarului (Cerambyx cerdo), rădașcă (Lucanus cervus)